# Разделна (област Стара Загора)
 За другото българско село с име Разделна вижте Разделна (Област Варна).  
Разделна е село в Южна България. То се намира в община Гълъбово, област Стара Загора.